# Carlos Forero
Carlos Forero Osorio (Tacna, 1862-Lima, 6 de octubre de 1916), fue un abogado y político peruano. Fue diputado y senador por Tacna, así como ministro de Hacienda y Comercio durante el primer gobierno de Augusto B. Leguía (1909-1910).

## Biografía
Hijo de Emilio Forero y Deidamia Osorio. Hermano de Enrique Forero y Manuel María Forero, que fueron también abogados y políticos.
En 1879 ingresó a la Universidad de San Marcos. En 1885 se graduó de bachiller en Jurisprudencia. En 1887 se recibió de abogado y se consagró al ejercicio de su profesión, en la que pronto destacó.
En 1897 fue elegido senador suplente por Tacna, ocupando ese cargo hasta 1899. Desde las páginas del diario El Tiempo de Lima criticó severamente al gobierno del ingeniero Eduardo López de Romaña. En 1901 fue elegido diputado por Tacna para el periodo 1901-1906 mientras mantuvo también el cargo de senador suplente por dicho departamento durante los años 1901 y 1902. En 1907 fue reelegido como diputado en 1907 manteniendo dicho cargo hasta 1912.
Formó parte de la Comisión Diplomática del Congreso, al lado de personalidades como Manuel Yrigoyen Arias, Enrique de la Riva Agüero, Manuel Pablo Olaechea y José Antonio de Lavalle y Pardo.
En el primer gobierno de Augusto B. Leguía fue nombrado ministro de Hacienda y Comercio, cargo que juró el 2 de noviembre de 1909, pero en el que no duró mucho tiempo. El 1 de febrero de 1910 presentó su renuncia, luego de una discusión ocurrida en unas sesiones secretas de la Cámara de Diputados sobre la contratación de un empréstito y el uso que debería dársele. Se dijo que su enemistad con una institución de crédito contribuyó a su caída.
Aceptada su renuncia, viajó a Europa. Retornó en 1914, al estallar la Primera Guerra Mundial, y se incorporó al Senado pues en 1913, durante su ausencia, había sido elegido senador por Tacna, ya bajo el gobierno de Guillermo Billinghurst. En el ejercicio de esa función falleció en 1916.